# Альмаши, Дьёрдь
Дьёрдь Эде А́лмаши де Жадань и Тёрёксентмиклош (венг. György Ede Almásy de Zsadány et Törökszentmiklós; 11 августа 1867, Град, Австро-Венгрия — 23 сентября 1933, Грац, Австрия) — венгерский востоковед, путешественник, зоолог и этнограф. Его сын Ласло Альмаши был авиатором, исследователем Африки и офицером.

## Биография
Отец — Эде Альмаши, один из основателей Венгерского географического общества.
Дьёрдь Aлмаши получил докторскую степень по праву в университете Граца. После окончания университета работал служащим в Будапеште, но позже вернулся домой, чтобы управлять имением. Интересовался зоологией, в частности орнитологией. Опубликовал книгу в соавторстве с Иштваном Чернелом. Совершил первое более-менее серьёзное путешествие в дельту Дуная для изучения орнитофауны.
Отправился в первое путешествие в Азию в 1900 году вместе со своим преподавателем зоологии из университета Граца, Рудольфом Штуммером фон Траунфельсом. Они исследовали бассейн реки Или, район к востоку от Иссык-Куля и ранее неисследованный третий хребет Тянь-Шаня. Зоологическим результатом их путешествия стала коллекция более чем из 20 000 экземпляров животных (большей частью птиц), среди которых много новых видов. Они также оставили этнографические заметки, повествующие о ежедневной жизни киргизского и казахского народов. Альмаши сыграл важную роль в знакомстве западной аудитории с киргизским эпосом «Манас».